# Shane Warne
Shane Keith Warne, född 13 september 1969, död 4 mars 2022, var en australisk cricketspelare vars karriär sträckte sig från 1992 till 2007. 
Warne började spela cricket först i de sena tonåren. Han gjorde professionell debut 1991 på cricketplanen Junction Oval i Melbourne i matchen mellan Victoria och Western Australia. Shane Warne var en mästare på att kasta cricketbollen och ansågs vara en av de mest framgångsrika cricketspelarna någonsin. Han var duktig både på top spin och finger spin det vill säga han kunde framåtskruva bollen och flytta fingrarna så att bollen ändrade riktning när den träffade marken.  Warne spelade som legspin bowler (kastare) för de Melbournebaserade cricketlagen Victoria Star och Hampshire. Han var dessutom med i Australiens landslag i cricket. Warne spelade också för det indiska cricketlaget Rajasthan Royals där han var kapten och tränare. Warne förde Rajasthan Royals till seger i den första säsongen av Indian Premier League.
Warne deltog i 145 traditionella cricketspel där han tog 708 wickets och satte rekordet för flest wickets tagna av en kastare i traditionell cricket, ett rekord han innehade fram till 2007. Warne spelade i mer än 3 000 cricketmatcher som slagman och var medlem i det australiensiska lag som vann 1999 års Cricket World Cup. Han drog sig tillbaka från internationell cricket i samband med Australiens seger över England i turneringen Ashes 2006–2007. 
Warne revolutionerade cricketsporten med sin leg spin, som vid tiden betraktades som en utdöende konst. Han hade förmågan att trollbinda publiken med cricketbollen vilket gjorde honom till en stor profil inom sporten.  Warne bröt båda benen i en olycka i ungdomen, vilket ledde till att han fick förflytta sig med hjälp av en vagn under ett års tid.  Warne var övertygad om att överkroppsstyrkan han utvecklade på den tiden bidrog till hans imponerande talang som kastare i cricket.  Efter pensioneringen arbetade han regelbundet som cricket-kommentator och för välgörenhetsorganisationer. Han var med i dokusåpor och reklam-tv.  Warne hade en lättsam och avslappnad personlighet, han hade blonderat hår, ring i örat och var även intresserad av vindsurfing.  Hans privatliv var turbulent och kantat av skandaler. 1998 erkände Warne och lagkamraten Mark Waugh att de hade tagit emot pengar från en indisk vadslagningsfirma under en turné i Sri Lanka, vilket resulterade i att båda spelarna fick böter. Inför Cricket World Cup 2003 blev Warne avstängd och hemskickad efter att ha testats positivt för ett förbjudet preparat, ett vätskedrivande preparat som Warne påstod att hans mamma hade gett honom för att förbättra utseendet. 
Shane Warne var under en tid tillsammans med den engelska skådespelerskan Elisabeth Hurley, de förlovade sig, men gick skilda vägar år 2013.
Shane Warne dog av en hjärtattack vid 52 års ålder när han var på semester i Thailand. Efter sin död hyllades han och minnesmärken uppfördes i hans hemstad Melbourne och på andra håll i cricketvärlden. Warne fick Order of Australia (AO)  postumt för sin tjänst inom cricketsporten. 